# 清家ミドリ
清家 ミドリ（せいけ みどり、11月17日 - ）は、日本の漫画家。愛媛県出身。さそり座。血液型はB型。趣味はヘアカラーチェンジ。

## 作品リスト
- 君色ドルチェ計画
- きみからはじまるラブソング
- これは恋ではありません
- 踏切スタートライン
- 王子ですから。
- 恋愛ミラクルカラー
- ＫでＹ。
- 無期限ヒーロー
- 卒業した次の日学校に行ったら、
- わかり愛ましょ？
- ドラマティック☆サマー
- ＆ナイトメア
- イケメンくん、君がにくい。
- ※それは法律で禁止されています